# Friederike zu Sayn-Wittgenstein

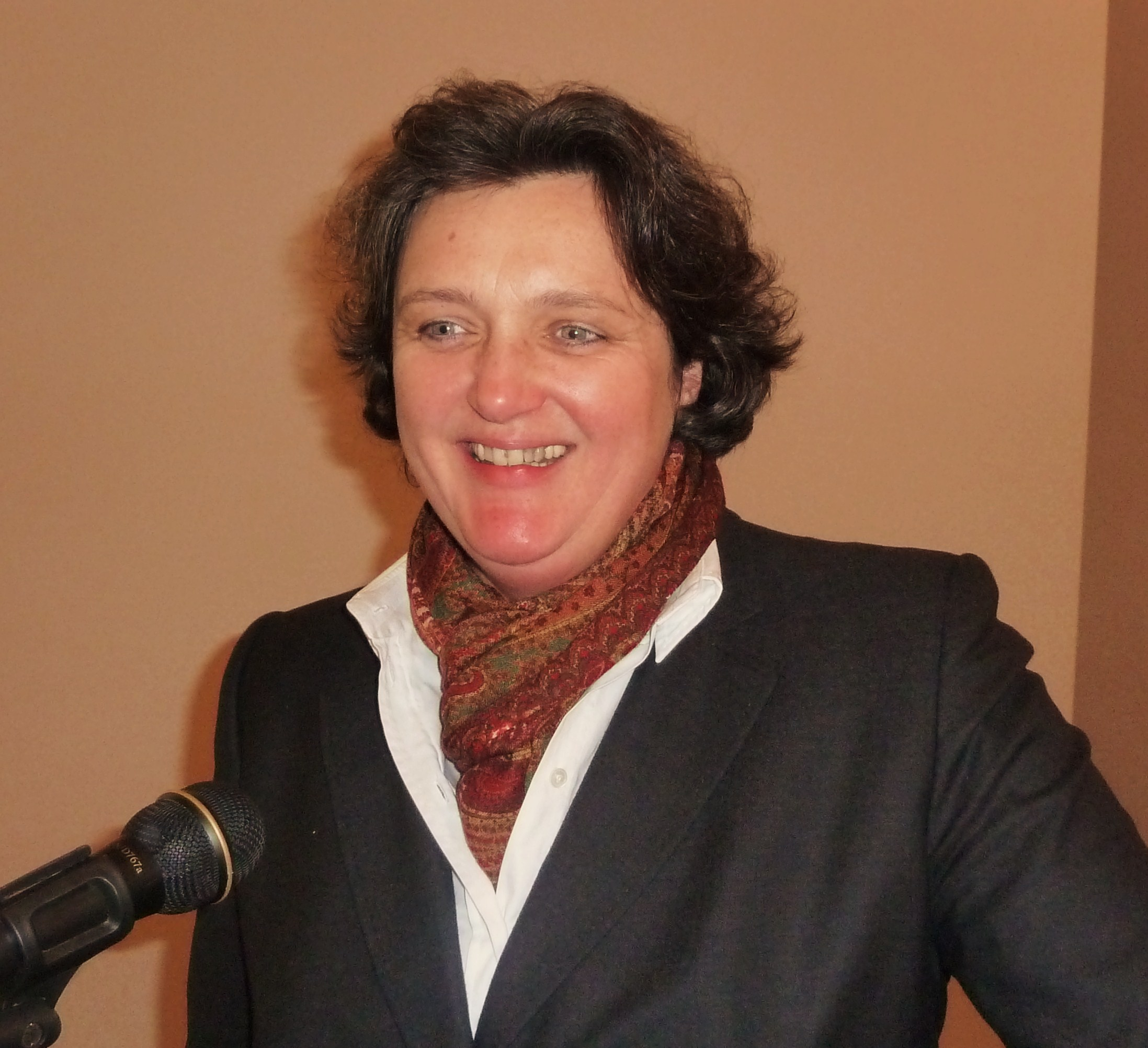
F. zu Sayn-Wittgenstein im Haus der Wissenschaft in Bremen 2011

Friederike Maria Monika Jutta Prinzessin zu Sayn-Wittgenstein-Hohenstein (* 21. November 1961 in Marburg) ist eine deutsche Hebamme, Pflege- und Gesundheitswissenschaftlerin und Hochschullehrerin, die den Namen Friederike zu Sayn-Wittgenstein führt.

## Leben
Friederike zu Sayn-Wittgensteins Eltern sind Botho Prinz zu Sayn-Wittgenstein-Hohenstein (1927–2008) und Elisabeth Prinzessin zu Sayn-Wittgenstein-Hohenstein, geborene Freiin von Zedlitz und Leipe (1937–2020).
Sayn-Wittgenstein war zunächst von 1982 bis 1989 als Kreißsaalhebamme tätig und engagierte sich als Gesundheitsberaterin für Entwicklungshilfeprojekte in Brasilien. 1989 begann sie in den USA ein Studium der Pflege- und Gesundheitswissenschaften, welches sie 1992 an der Harvard University mit einem Master in Public Health abschloss. Bis 1994 war sie als Sachverständige für Familiengesundheit bei der WHO in Genf beschäftigt. 1999 wurde sie an der Harvard-Universität in Boston mit der Arbeit The social dynamics of low fertility in Germany: An East – West Comparison promoviert. Sie war Teilnehmerin des niedersächsischen Dorothea-Erxleben-Programmes.
Seit September 2000 ist Sayn-Wittgenstein Professorin für Pflege- und Hebammenwissenschaften an der Hochschule Osnabrück. Ihre Arbeitsschwerpunkte sind die Theorie und Wissensentwicklung im Hebammenwesen und die Hebammenforschung. Sie ist Mitgründerin der Deutschen Gesellschaft für Hebammenwissenschaft, deren Vorsitz sie von 2008 bis 2012 innehatte.
Sayn-Wittgenstein wurde seit 2015 mehrmals in den Wissenschaftsrat des deutschen Bundespräsidenten berufen – zuletzt 2021. 2016 wurde Sayn-Wittgenstein für ihre Verdienste um das Hebammenwesen in Deutschland mit dem Deutschen Pflegepreis geehrt, der jährlich vom Deutschen Pflegerat verliehen wird.

## Buchveröffentlichungen
- Geburtshilfe neu denken. Verlag Hans Huber, Stuttgart 2007, ISBN 3-456-84425-5.
- Handbuch Hebammenkreißsaal – Von der Idee zur Umsetzung. Hrsg. Verbund Hebammenforschung. Verlag der FH Osnabrück, Osnabrück 2007, ISBN 3-00-017371-4.